# Hans Albert

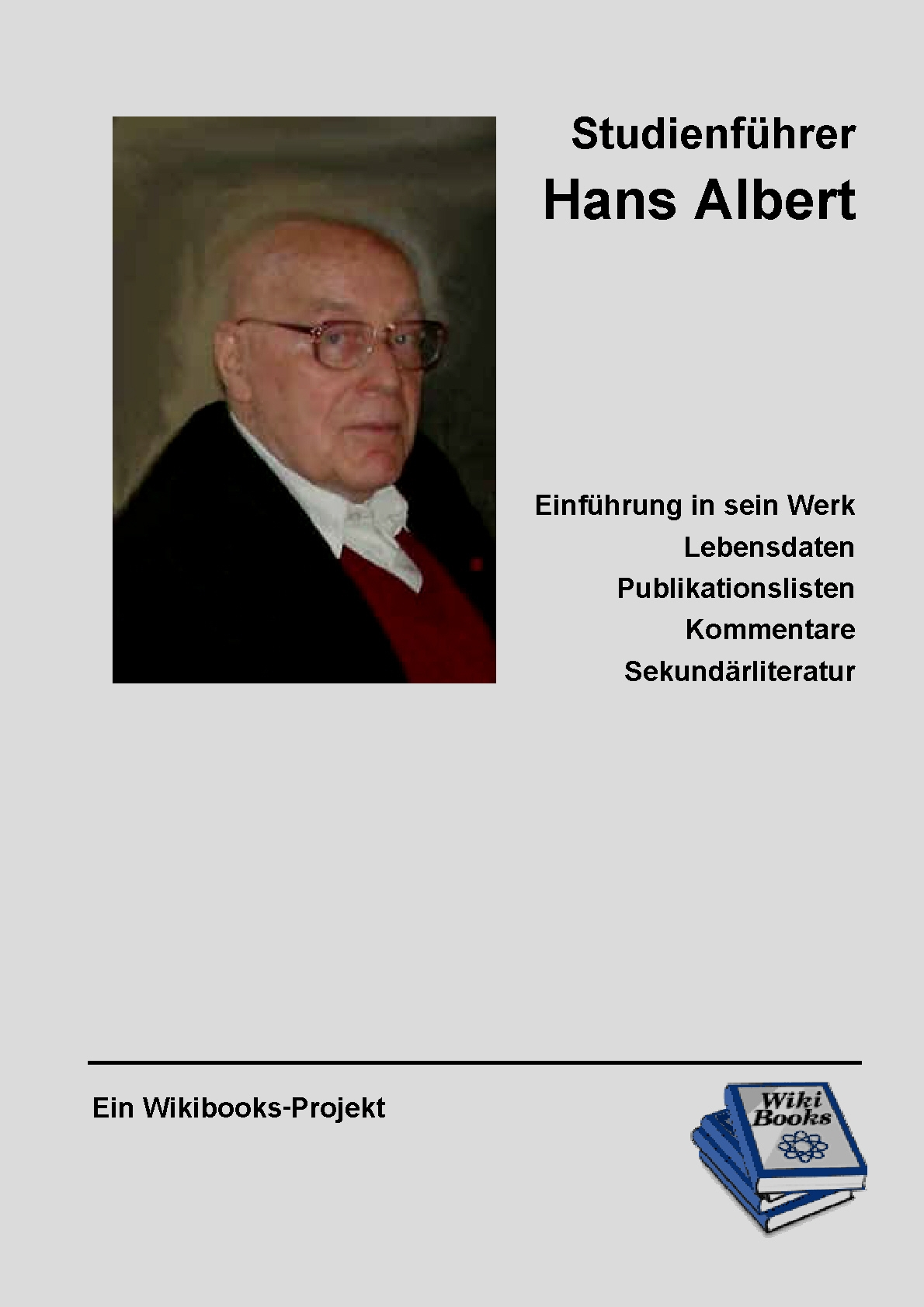
Hans Albert

Hans Albert (ur. 8 lutego 1921 w Kolonii, zm. 24 października 2023) – niemiecki filozof i socjolog.
Krytyczny racjonalista, poświęcający specjalną uwagę racjonalnej heurystyce. Krytyk kontynentalnej tradycji hermeneutycznej.